# Lukas Saueressig
Lukas Saueressig (* 9. Juni 1997) ist ein deutscher Handballspieler, der derzeit beim Schweizer Verein HSC Kreuzlingen für linken Rückraum unter Vertrag steht.

## Karriere
Saueressig durchlief beim HBW sämtliche Jugendmannschaften und lief dort unter anderem in der A-Jugend-Bundesliga auf. Ab 2015 ging er für die 2. Männermannschaft des HBW in der 3. Liga auf Torejagd. Ab der Saison 2017/18 gehörte Saueressig dem Kader der 1. Männermannschaft an. In der Spielzeiten 2017/18 und 2018/19 erzielte er 93 Treffer in 54 Zweitligapartien. 2019 stieg der Rückraumspieler mit Balingen-Weilstetten in die Bundesliga auf. In der Saison 2021/22 stieg er mit Balingen ab, in der Folgesaison als Meister wieder in die Bundesliga auf. Im Sommer 2024 wechselte er zum Schweizer Verein HSC Kreuzlingen. Seit der Saison 2025/26 steht er beim Schweizer Erstligisten Kadetten Schaffhausen unter Vertrag.